# 鲁尔起义
鲁尔起义（德語：Ruhraufstand），又称三月起义（Märzaufstand），是1920年3月在德国鲁尔区举行的左翼工人起义。它最初是为了支持德国政府中的德国社会民主党成员、工会和其他政党回应1920年3月13日的右翼卡普政變发出的总罢工呼吁而发起的。 
鲁尔区的共产主义者和社会主义者此前已经制定了在发生总罢工时“通过无产阶级专政夺取政权”的计划。但在卡普政变瓦解后，德国政府派出国防军和自由军团镇压了由大约5万名“鲁尔红军”成员发动的进行中的叛乱。 这涉及到相当多的暴行和对囚犯的草率处决。

## 起因
随着《凡尔赛条约》于1920年1月10日生效，德国政府不得不大幅削减其正规军的人数，并解散诸如右翼自由军团之类的准军事部队。因此，德国国防部长古斯塔夫·诺斯克下令解散艾尔哈特海军旅与冯·勒文费尔德海军旅。 
国防军最高级别的将军瓦尔特·冯·吕特维茨拒绝服从。他促成了后来被称为卡普政变或吕特维茨-卡普政变的事件，这是军队和右翼势力为推翻民选政府和恢复君主制所做的努力 。1920年3月13日，冯·吕特维茨领导的右翼部队艾尔哈特海军旅进军柏林，占领了政府大楼，并任命沃尔夫冈·卡普为新总理，要求恢复君主制。为了恢复秩序，诺斯克要求当时担任国防部部队局首脑的汉斯·冯·塞克特命令正规军，即“过渡性的国防军”来镇压政变。除了瓦尔特·莱因哈特之外，冯·塞克特和其他高级指挥官都拒绝了镇压指令，政府被迫逃离柏林。 
然而，部级官僚机构不与卡普政府合作，使后者无法有效治理。就在政变当天，政府中的社会民主党成员与社民党领袖奥托·韦尔斯签署了一份呼吁，要求举行总罢工以推翻政变者。它得到了由卡尔·雷吉恩领导的德国工会总联合会（ADGB）、雇员协会（Arbeitsgemeinschaft für Angestellte, AfA）与德国公务员联盟（Deutsche Beamtenbund）的支持。另外，德国共产党、德国独立社会民主党和德国民主党也呼吁进行罢工。尽管包括国防军在内的保守团体的抗议很快导致中央政府与这一罢工呼吁保持距离，但约1200万工人的总罢工帮助瓦解了1920年3月17日的政变。

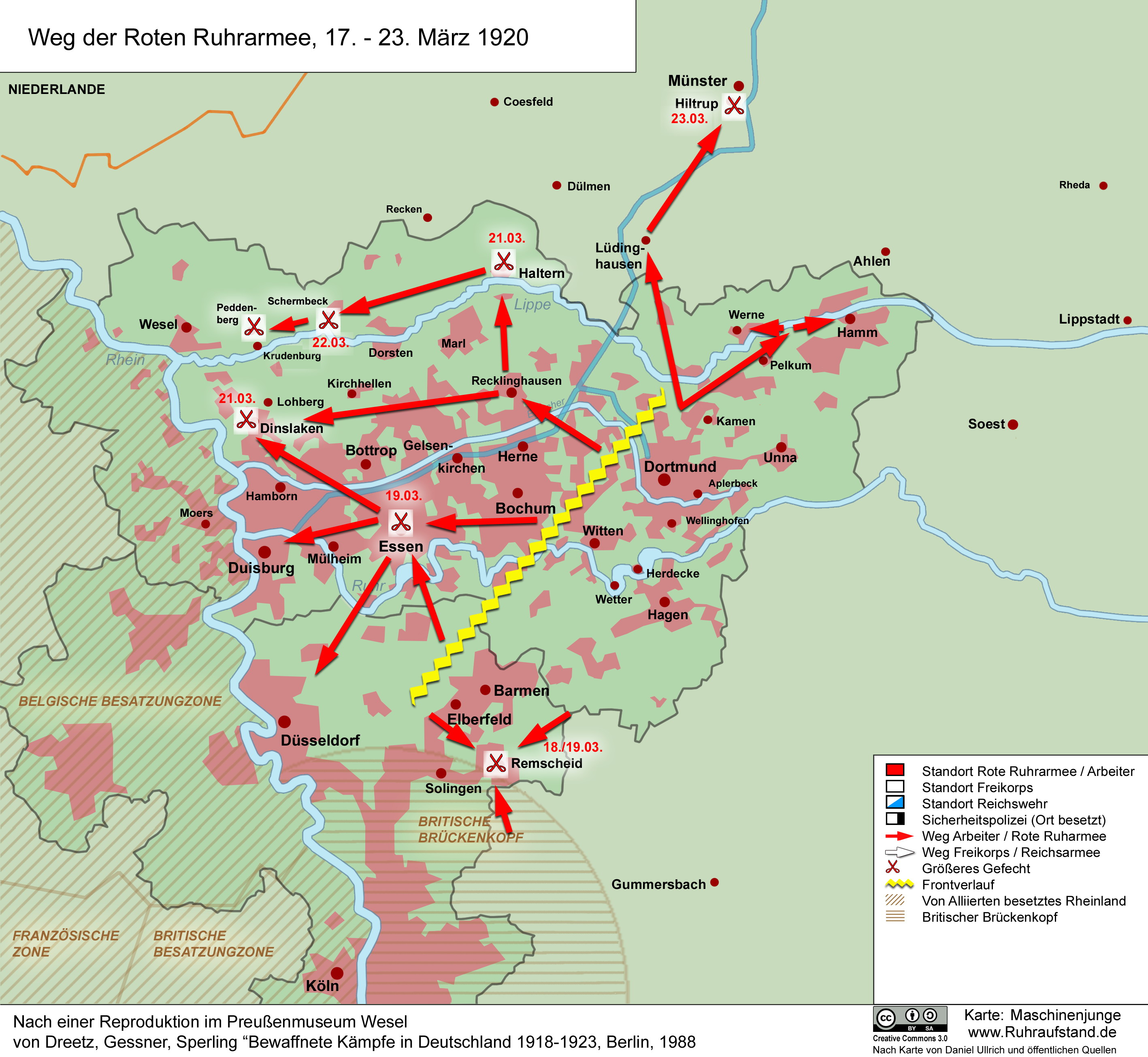
1920年3月17日至23日期间，鲁尔红军的行军路线图

## 鲁尔地区罢工与起义
1920年3月13日，鲁尔区发生了第一批反对政变的示威活动。例如，在波鸿有20,000人参加了示威。当卡普政变在柏林进行时，1920年3月14日，在爱尔伯福举行了德国共产党、独立社会民主党和德国社民党的代表会议。左翼工人政党决定结成自发联盟反对政变者，三个政党起草了一份“通过无产阶级专政夺取政治权力”的联合呼吁。
作为这一呼吁的结果，在大罢工的背景下，一些工人组织试图在区域范围内夺取国家权力。在整个鲁尔区，自发形成的地方“执行委员会”接管了政治权力。这些执行委员会主要由USPD主导，德国共产党也参与其中，无政府工团主义的德国自由工人同盟（FAUD）也派代表出席。工人组成的士兵被部署，对城市进行控制。
从后来被没收的步枪数量来看，鲁尔红军的兵力估计约为50,000人，他们在很短的时间内迅速战胜了该地区的政府军。
1920年3月17日，韦特附近的鲁尔红军部队袭击了豪普特曼·哈森克雷弗（Hauptmann Hasenclever）所统利希特施拉格部的先遣队。工人们缴了敌军的武器，俘虏600名自由军团士兵，并占领了多特蒙德。1920年3月20日，工人委员会的中央委员会（Zentralrat）在埃森成立，后者正在鲁尔区的部分地区夺取政权。另一个中央机关在哈根。尽管将重要工业的所有权移交给工人是一个重要的问题，但起义没有共同的领导，也没有共同的政治纲领。

## 击败卡普政变后

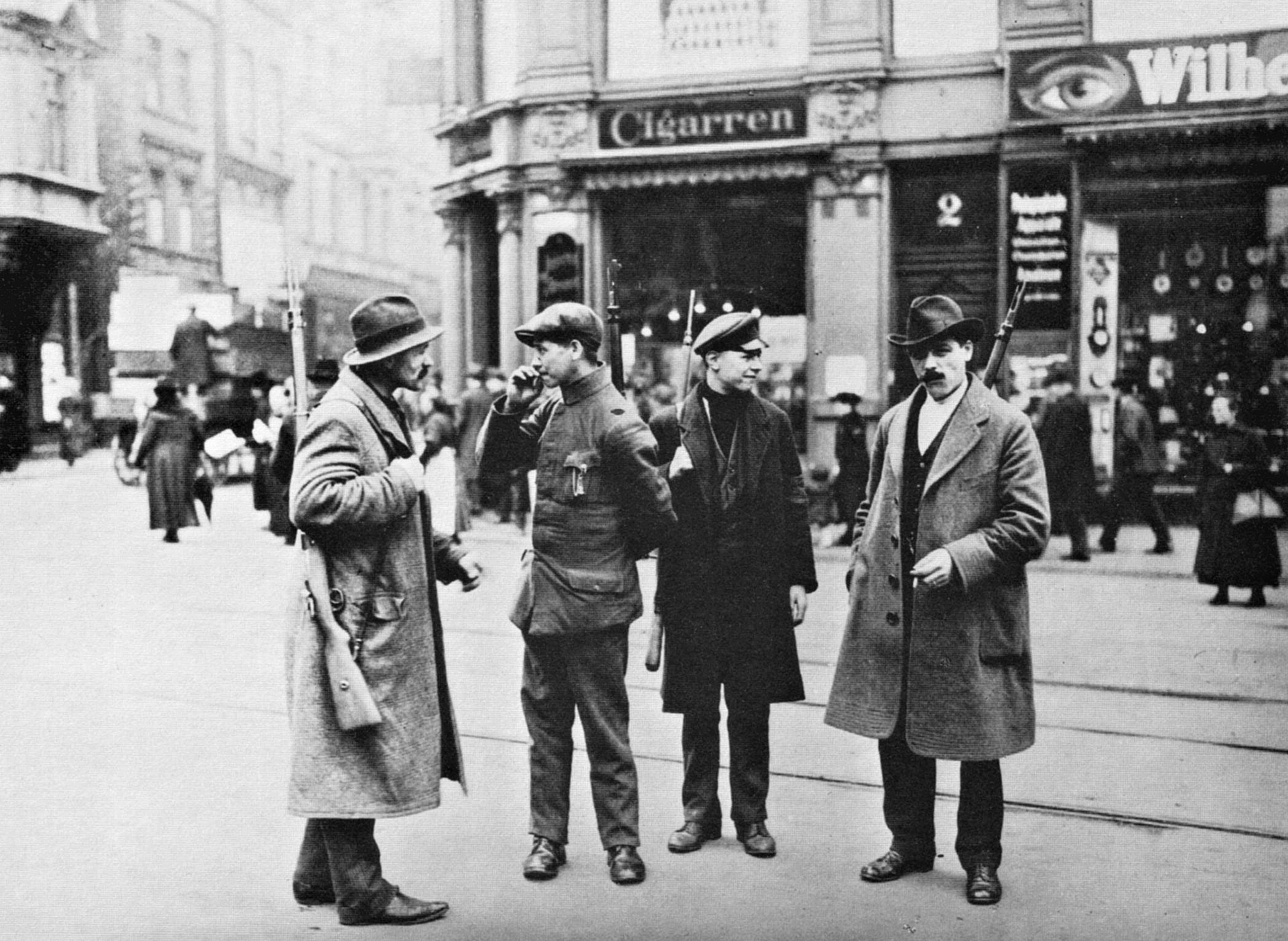
鲁尔红军的成员，多特蒙德

3月22日，在总理古斯塔夫·鲍尔的政府做出额外的让步后，工会（ADGB）、独立社会民主党和德国共产党正式宣布大罢工结束。这些让步包括解除国防部长诺斯克的职务，以及对社会和经济政策的改革。莱因哈特将军也辞职了。奥托·格斯勒（DDP）接替了诺斯克；冯·塞克特成为国防部长。USPD要求建立一个社会主义工人政府以防止德国继续右倾，但遭到拒绝。许多失望的USPD成员随后与KPD的支持者一起试图通过三月起义将总罢工扩大为革命起义。
尽管总罢工委员会呼吁复工，但大部分时间内人们并没有去工作。刚回到柏林的合法政府于3月24日发出最后通牒，要求工人委员会在3月30日前 （后来延长到4月2日）结束罢工和起义；工人委员会没有遵守这一要求。3月25日，古斯塔夫·鲍尔的政府辞职，3月26日，帝国总统弗里德里希·艾伯特任命赫尔曼·穆勒为新总理。
工人委员会与政府试图在《比勒菲尔德方案》的谈判桌上解决冲突的努力失败了，这是由地区军事指挥官奥斯卡·冯·瓦特未被授权的军事行动导致的。谈判破裂的结果是工人委员会宣布再次举行大罢工。超过30万名矿工参加了罢工（他们约占采矿业劳动力的75%）。共产主义起义使杜塞尔多夫和爱尔伯福落入共产党人手中。到3月底，整个鲁尔区都被占领。
参加起义的人往往是一战中的老兵，他们从工人委员会领取工资。他们经常以小团体的形式行动，骑着自行车机动。他们于3月24日进攻了韦塞尔要塞，但鲁尔红军在这里遭遇了第一次失败。
鲁尔红军的组织结构，就像不同工人委员会的政治要求和立场一样，具有非常大的异质性，并经常发生变化。一般来说，东部和西部的工人之间存在着很大的分歧。由USPD主导的鲁尔东部地区较早组织和武装起来，但它不支持继续对新恢复的联邦政府采取武装行动。另一方面，在由工会主导的鲁尔西部地区，动员速度较慢，但继续发生的起义后期在这里得到了更大的支持。
1920年4月2日，政府的国防军部队开进鲁尔区，镇压起义。 这支部队还包括几天前支持政变的部队，如艾尔哈特海军旅与冯·勒文费尔德海军旅。

## 血腥镇压
在联邦政府的支持下，起义被从北方赶来的冯·瓦特将军镇压。他的参谋部设在明斯特，指挥了鲁尔地区的内战。国防军和自由军团的部队成功镇压了鲁尔红军。 

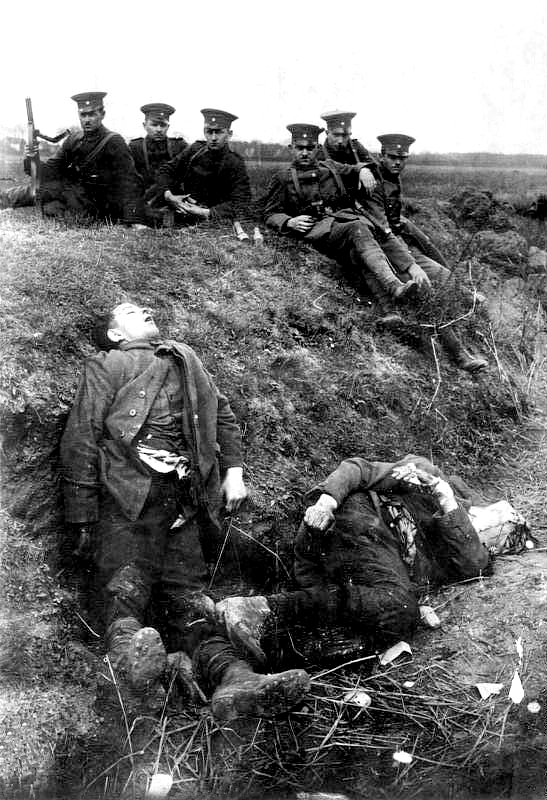
1920年4月2日，杜伊斯堡附近Möllen地区，魏玛国防军与被处决的鲁尔红军的尸体

战斗结束后进行了死刑判决和大规模处决。那些在被捕时被发现携带武器的人被枪决，包括伤员。1920年4月3日，帝国总统艾伯特禁止了这些就地处决。1920年4月12日，冯·瓦特将军禁止其士兵从事“非法行为”。双方在战斗中的行为被描述为表现出了“最大的残忍”。
4月5日，鲁尔红军的一大部分在国防军面前逃到了被法军占领的地区。为了回应国防军在鲁尔地区的存在（这违反了《凡尔赛条约》），法国人于4月6日占领了法兰克福、哈瑙和达姆施塔特等城镇，英国占领军威胁要占领贝吉舍斯兰地区。国防军最终只在鲁尔河边停了下来。到4月8日，国防军控制了鲁尔区北部的全部地区。
到战斗结束时，国防军已有208人死亡、123人失踪，自由军团约有273人死亡，起义者方面有远远超过1,000名工人死亡；而阵亡的起义者从没有得到过准确统计，大多数在战斗中丧生的起义者都被埋在万人坑中。 后来人们在哈根树起了一座鲁尔起义纪念碑。

## 政治影响
1920年10月，社会主义者内部发生分裂，大部分左翼独立社会民主党党员加入了德国共产党。在独立社会民主党的分裂大会上，左翼有237个代表，而右翼有156个。德国共产主义工人党也分裂了：很大一部分激进分子随后离开了该组织，成立了德国工人总联合会-统一组织（AAUD-E）。而1922年，德国共产主义工人党又分裂成了埃森派（与共产主义工人国际有关）和柏林派；这些分裂困扰着这个现在只有5,000名激进分子的年轻政党。另一方面，USPD和德国共产党的共产主义者在1920年6月的议会选举中获得了88个席位，而社民党有102个席位，德国国家人民党（DNVP）有71个席位。

## 引用资料
1. ↑  Erhard Lucas, Märzrevolution 1920, Band III, S. 197.
2. 1 2  . Deutsches Historisches Museum.   [12 June 2013]. （原始内容存档于2014-07-11）.
3. 1 2  . Deutsches Historisches Museum.   [12 June 2013]. （原始内容存档于2014-08-04）.
4. 1 2  . Deutsches Historisches Museum.   [12 June 2013]. （原始内容存档于2014-07-11）.
5. 1 2 3 4 5 6 7  . Deutsches Historisches Museum.   [12 June 2013]. （原始内容存档于2014-07-11）.
6. 1 2  . Deutsches Historisches Museum.   [12 June 2013]. （原始内容存档于2014-08-16）.
7. ↑  Winkler, HA (2006) Germany: The Long Road West, Vol 2 OUP, Oxford, p.371
8. ↑  Günter Gleising/Anke Pfromm: Kapp-Putsch und Märzrevolution 1920 (III): Totenliste der Märzgefallenen aus dem Rheinisch-Westfälischen Industriegebiet. Bochum 2010, ISBN 978-3-931999-17-9.